# Konami Kanata
Kanami Kanata (sinh ngày 3 tháng 7, năm 1958) là một mangaka nữ người Nhật Bảnđược sinh ra tại tỉnh Nagano. Được biết đến nhiều nhất nhờ tác phẩm Mái ấm của Chi. Manga đầu tiên của cô ấy là được xuất bản trên tạp chí Nakayoshi vào năm 1982. Cả Mái ấm của Chi [2] đã được xuất bản bằng tiếng Việt bởi Nhà xuất bản Kim Đồng. FukuFuku: Kitten Tales (ふくふくふにゃ〜ん, Fuku Fuku Funyan) và Buchi Neko Jamu Jamu (ブチねこジャムジャム) hiện thời chưa có bản tiếng Việt